# Punchbowl Glacier
Punchbowl Glacier är en glaciär i Antarktis. Den ligger i Västantarktis. Argentina, Chile och Storbritannien gör anspråk på området. Punchbowl Glacier ligger 226 meter över havet.
Terrängen runt Punchbowl Glacier är kuperad åt sydost, men åt nordväst är den bergig. Trakten är obefolkad. Det finns inga samhällen i närheten.